# 吴钦炜
吴钦炜（1922年—？），男，江苏常州人，中国仪器仪表专家，曾任中国仪器仪表学会副理事长，中国自动化学会理事。